# Ephesus
Ephesus és una població del Comtat de Heard a l'estat de Geòrgia (Estats Units), propera a la frontera amb l'estat d'Alabama.

## Demografia
Segons el cens del 2000 Ephesus tenia 388 habitants, 154 habitatges, i 111 famílies. La densitat de població era de 49,4 habitants/km².
Dels 154 habitatges en un 35,1% hi vivien nens de menys de 18 anys, en un 62,3% hi vivien parelles casades, en un 6,5% dones solteres, i en un 27,3% no eren unitats familiars. En el 26% dels habitatges hi vivien persones soles el 15,6% de les quals corresponia a persones de 65 anys o més que vivien soles. El nombre mitjà de persones vivint en cada habitatge era de 2,52 i el nombre mitjà de persones que vivien en cada família era de 3,01.
Per edats la població es repartia de la següent manera: un 25,3% tenia menys de 18 anys, un 6,2% entre 18 i 24, un 30,9% entre 25 i 44, un 22,2% de 45 a 60 i un 15,5% 65 anys o més.
L'edat mediana era de 36 anys. Per cada 100 dones de 18 o més anys hi havia 94,6 homes.
La renda mediana per habitatge era de 40.833 $ i la renda mediana per família de 44.250 $. Els homes tenien una renda mediana de 30.750 $ mentre que les dones 17.250 $. La renda per capita de la població era de 19.749 $. Entorn del 8,2% de les famílies i el 14% de la població estaven per davall del llindar de pobresa.

## Poblacions properes
El següent diagrama mostra les poblacions més properes.